# Отова (бронепалубный крейсер)
«Отова» (音羽) (также известен как «Отава») — бронепалубный крейсер Японского Императорского флота. Построен по Второй чрезвычайной программе пополнения флота 1896 года. Участвовал в Русско-японской и Первой мировой войне.
Получил название в честь горы Отова, расположенной в центральной Японии в префектуре Киото. 

## Проектирование и постройка
Крейсер «Отова» должен был стать третьим кораблём типа «Ниитака», однако из-за бюджетных ограничений проект был переработан. Водоизмещение уменьшено на 10 %, установлено менее мощное вооружение. «Отова» стал первым боевым кораблём, оснащённым японскими водотрубными котлами типа «Кампон», последним японским бронепалубным крейсером с таранным форштевнем, последним заложенным до русско-японской войны. Корабль построен Морским Арсеналом в Йокосука, в рекордные сроки — за 20 месяцев.

### Русско-японская война
Сразу после завершения строительства крейсер «Отова» вышел из Сасебо и направился к Порт-Артуру для присоединения к блокирующему его японскому флоту. 16 сентября корабль прибыл в район боевых действий и был включён в состав 3-го боевого отряда 1-й эскадры Соединённого флота. Во время осады «Отова» вёл разведку и нёс дозорную службу. 13 декабря «Отова» пришлось спасать экипаж погибшего после подрыва на мине крейсера «Такасаго».
С 14 февраля по 6 марта 1905 года «Отова» принимал участие в конвоировании транспортных судов, перебрасывающих части 2-й резервной дивизии в северную Корею.
27 мая 1905 года в Цусимском сражении «Отова» действовал в составе 3-го боевого отряда вице-адмирала С. Дева. Крейсер участвовал в бою с русскими крейсерами «Олег», «Аврора» и «Жемчуг», а также вёл огонь по плавучей мастерской «Камчатка», буксирному пароходу «Русь» и транспортам. После того, как около 17.00 был выведен из строя флагман 3-го отряда крейсер «Касаги», «Отова» и «Ниитака» временно вошли в состав 4-го боевого отряда вице-адмирала С. Уриу. В ходе боя крейсер «Отова» повреждений не получил.
Утром 28 мая «Ниитака» и «Отова» получили приказ перехватить обнаруженный неприятельский корабль. Как оказалось, это был крейсер «Светлана», тяжело повреждённый в дневном бою 27 мая, пытавшийся подойти к берегу Кореи для исправления повреждений и передачи угля на сопровождающий его миноносец «Быстрый». В 09.30 русский корабль первым открыл огонь из кормовых орудий. Крейсер «Отова» начал стрельбу около 09.45, снаряды крейсера «Ниитака» не долетали до противника, и до 10.25 он был вынужден приостановить огонь. К 10.30 «Светлана» была объята пламенем, и около 11.00 русский крейсер затонул. В крейсер «Отова» попало два русских снаряда, в результате чего погиб один офицер и четыре матроса, 23 человека получили ранения. «Отова» продолжал вести огонь по тонущему русскому крейсеру и после того как «Светлана» прекратила стрельбу, а экипаж стал покидать корабль. Японские корабли не стали спасать тонущих моряков, начав преследование миноносца «Быстрый» и ошибочно принятых за русскую канонерскую лодку норвежских китобоев.
Около 16.00 28 мая «Отова» и «Ниитака» присоединились к 4-му боевому отряду и приняли участие в последнем морском бою русско-японской войны — в бою с крейсером «Дмитрий Донской». В ходе боя в крейсер «Отова» попал один снаряд, два матроса получили ранения.
После Цусимского сражения «Отова» с июня 1905 года в составе своего отряда нёс сторожевую службу в Цусимском проливе. В начале августа принимал участие в конвоировании транспортов, перебрасывающих подкрепления в северную часть Кореи. 10 октября «Отова» в Цусимском проливе задержал немецкий пароход «Ганс Вагнер» (Hans Wagner), следовавший с грузом строительных материалов и продовольствия во Владивосток.

### Между двух войн
В 1908 году «Отова» принимал участие в первых послевоенных манёврах флота, действуя в составе 4-й бригады крейсеров 1-й эскадры.
В 1912 году «Отова» был переклассифицирован в лёгкий крейсер (крейсер 2-го класса).

### Первая мировая война
С началом Первой мировой войны крейсер «Отова» был флагманским кораблём 1-го отряда миноносцев 1-й эскадры Соединённого флота. С конца августа 1914 года занимался патрулированием между Шанхаем и Сингапуром.
В феврале 1915 года в Сингапуре произошёл мятеж полка сипаев для подавления которого с британских, французских, японских и русских кораблей (вспомогательный крейсер «Орёл») был высажен десант. В том числе с японских крейсеров «Отова» и «Цусима» отправлено по 75 моряков. 

25 июля 1917 года на переходе из Йокосука в Сасебо крейсер «Отова» в густом тумане налетел на подводную скалу у побережья префектуры Миэ на восточном побережье Японии. Корпус корабля разломился, и экипаж был вынужден покинуть крейсер. 1 декабря 1917 года крейсер «Отова» был исключён из списков флота.

## Командиры корабля
- капитан 2-го ранга (с 13 июля 1904 года — капитан 1-го ранга) Арима Рёкицу (Arima, Ryokitsu) — с 24 мая 1904 года по 14 июня 1905 года[4].
- капитан 1-го ранга Обана Санго (Obana, Sango) — с 14 июня 1905 года по 12 декабря 1905 года[5].
- капитан 1-го ранга Аракава Киси (Arakawa, Kishi) — с 12 декабря 1905 года по 1 июля 1907 года[6].

## Галерея
- Крейсер «Отова» и броненосец «Суво» в 1906 году в Йокосука
- «Отова» в 1905 году